# Eumacepolus
Eumacepolus is een geslacht van vliesvleugeligen uit de familie Pteromalidae. De wetenschappelijke naam van dit geslacht is voor het eerst geldig gepubliceerd in 1957 door Graham.

## Soorten
Het geslacht Eumacepolus omvat de volgende soorten:
- Eumacepolus dulcis (Walker, 1872)
- Eumacepolus einersbergensis (Ratzeburg, 1844)
- Eumacepolus obscurior Graham, 1961
- Eumacepolus pulcher Graham, 1961
- Eumacepolus salicis Boucek, 1993
- Eumacepolus saxeseni Graham, 1957
- Eumacepolus yemensis Narendran, 2006